# Bicúpula triangular giralongada
Em geometria, a bicúpula triangular giralongada é um dos sólidos de Johnson (J44). Como o nome sugere, pode ser construída giralongando-se uma cúpula triangular (J27) ao inserir-se um antiprisma hexagonal entre suas metades.
A bicúpula triangular giralongada é um dos cinco sólidos de Johnson que são quirais, significando que ela tem uma forma destra e uma forma canhota. Apesar disso, suas duas formas não são consideradas sólidos de Johnson diferentes.